# Ukus Fest
Ukus Fest je srpska manifestacija hrane i pića koja se od 2017. godine održava u raznim gradovima širom Srbije, sa ciljem da predstavi i promoviše domaće proizvođače hrane i pića i posetiocima iz Srbije i inostranstva prikaže kvalitet srpske gastronomije.
Autorka manifestacije je Kristina Trmanović, a prvi Ukus Fest je održan u Metropol Palace hotelu 2017. godine, na kom je učestvovalo preko 80 izlagača iz Srbije i regiona. Od svog prvog održavanja, manifestacija je podržana od strane Ministarstva poljoprivrede, šumarstva i vodoprivrede Republike Srbije, Privredne komore Srbije, Sekretarijata za privredu i turizam Skupštine grada Beograda, kao i Turističke organizacije Srbije i Beograda.
Za pet godina postojanja, u okviru Ukus Festa je organizovano više od 100 manifestacija i izložbi sa preko 500 izlagača na prolećnim, jesenjim i zimskim manifestacijama. Na ovim događajima je ukupno predstavljeno 8.000 proizvoda, a posetilo ih je više od 30.000 ljudi. Najposećeniji događaj bio je dvodnevni Prolećni Ukus Fest koji je održan 2019. godine u Domu Sindikata i na kome je bilo više od 8.000 posetilaca, a tom prilikom je predstavljeno 2.000 proizvoda od strane 80 izlagača, domaćinstava i gazdinstava iz Srbije i inostranstva.
Na festivalu se posetioci mogu upoznati sa zanimljivom kuhinjom, specijalitetima, kao i kulturnim običajima, pesmom i igrama različitih umetnika, a specijalni gosti festivala su i privrednici i stručni predavači. Zemlje koje su pružile pordšku manifestaciji bile su specijalni gosti festivala koje su predstavljali ambasadori Republike Rumunije i Republike Egipat.
Ukus Fest je 2022. godine dobio nagradu Beogradski pobednik. Na proglašenju 17. oktobra te godine je stručni žiri izabrao Kristinu Trmanović kao autorku manifestacije i sam Ukus Fest kao brend među festivalima hrane i pića.

## Nagrade
Tokom svake manifestacije se najboljim izlagačima dodeljuju nagrade u različitim kategorijama. Odluku o nagradama donose međunarodne sudije iz sveta kulinarstva.
Ukus Fest je za pet godina postojanja dodelio više od 200 nagrada domaćim proizvođačima hrane i pića, ali i medijima koji prate ovu manifestaciju.
Nagrade se dodeljuju u sledećim kategorijama:
- Grand Prix — Ukus nad ukusima[6]
- Najbolji ukus Srbije u kategoriji sireva
- Najbolji ukus Srbije u kategoriji suhomesnatih proizvoda
- Najbolji ukus Srbije u kategoriji pića
- Najbolji ukus Srbije u kategoriji meda
- Najbolja inovacija u kategoriji proizvodnje sireva
- Najbolja inovacija u kategoriji proizvodnje suhomesnatih proizvoda
- Najbolji organski proizvod

## Spoljašnje veze
- „Festival „Ukus Fest“ ovog vikenda u Rakovici”. TURISTICKI SVET (на језику: српски). Приступљено 28. 12. 2022.
- „Vikend magičnih ukusa”. Gloria (на језику: српски). Приступљено 28. 12. 2022.
- „Ukus Fest u Novom Sadu 18. i 19. juna”. Agroklub.rs (на језику: српски). Приступљено 28. 12. 2022.
- Marković, Svetislav (16. 6. 2022). „Čuveni „Ukus fest“ u Big tržnom centru u Novom Sadu!”. Portal Iz Prve Ruke (на језику: српски). Приступљено 28. 12. 2022.
- Nemeš, Jelena. „Novogodišnji Ukus Fest sprema iznenađenja za 2. rođendan! – Turizam TV” (на језику: српски). Приступљено 28. 12. 2022.
- „PROLEĆNI UKUS FEST: Ovog vikenda ne propustite beogradski festival domaće hrane i pića”. Restorani Beograd (на језику: српски). Приступљено 28. 12. 2022.